# Palliativpflege
Palliativpflege umfasst das pflegerische Fachwissen sowie spezielle Maßnahmen und Leistungen, die innerhalb des ganzheitlichen Konzeptes der Palliative Care (Palliativversorgung) bzw. in der Palliativmedizin von Pflegefachkräften (hierzu gehören Gesundheits- und Krankenpfleger, Pflegefachkräfte in der Altenpflege, Pflegefachkräfte in der ambulanten Pflege und Fachpflegekräfte für Intensivpflege und Anästhesie und  Brückenschwestern) erbracht werden und der Verbesserung der Lebensqualität von Pflegebedürftigen mit unheilbaren, lebensbedrohlichen oder terminalen Erkrankungen und ihrer Angehörigen dienen. Schwerpunkt dieses Konzeptes ist die „Vorbeugung und Linderung von Leiden durch frühzeitiges Erkennen, untadelige Einschätzung und Behandlung von Schmerzen sowie anderen belastenden Beschwerden körperlicher, psychosozialer und spiritueller Art“. Hierbei überschneiden sich die Pflegeprozesse der allgemeinen und speziellen kurativorientierten Pflege mit der Palliativpflege beziehungsweise gehen in vielen Bereichen fließend ineinander über und ergänzen sich.
Analog zu der Herkunft des Begriffs palliativ, der aus dem Lateinischen (von pallium, ‚Mantel‘, beziehungsweise palliare, ‚bemänteln‘, ‚verbergen‘, ‚umhüllen‘) stammt, versteht sich die palliative Pflege als über den Tod hinausgehende, bedürfnisorientierte Begleitung, die das individuelle Wohlbefinden steigern und Sicherheit und Geborgenheit in allen Stadien des Leidens und Sterbens vermitteln soll und das persönliche Umfeld mit einbezieht. Die Pflegenden sind in diesem Rahmen integraler Bestandteil des interdisziplinären Palliative-Care-Teams, zu dem neben Ärzten, Seelsorgern und verschiedenen Therapeuten (beispielsweise Psychotherapeuten, Psychologen, Kunsttherapeuten, Musiktherapeuten und Physiotherapeuten) auch freiwillige Helfer gehören.

## Begriffsdefinitionen
Die Einzeldisziplin der Palliativpflege wird international als Palliative Care Nursing bezeichnet.
Ausgehend von der sterbebegleitenden Versorgung, die zunächst von Cicely Saunders Care of the Dying und später Hospice Care genannt wurde, hat sich der Begriff End-of-Life-Care (Ende des Lebens) in der Pflegewissenschaft etabliert. Der international verwendete Begriff Palliative Care wurde in frühen Publikationen fälschlich mit Palliativpflege übersetzt. Dabei lässt sich der englische Ausdruck Care, der sowohl Fürsorge, Pflege wie auch Behandlung bedeutet, aufgrund dieser Mehrschichtigkeit nicht adäquat ins Deutsche übertragen. Deutsche Bezeichnungen für diesen ganzheitlichen Ansatz sind Palliativbetreuung oder Palliativversorgung.

## Entwicklung
Palliativpflege hat sich aus der Pflege und Begleitung sterbenskranker Menschen entwickelt, wie sie erstmals in Hospizen praktiziert wurde. Nach den Familienangehörigen sind es die Pflegenden, die den engsten Kontakt zum Patienten haben.

## Grundsätze und Konzeptionen
Die Palliativpflege ist ein strukturierter und bedürfnisorientierter Pflegeprozess, dessen Verlauf aktiv durch die Wünsche, Bedürfnisse, Möglichkeiten und die subjektive Wahrnehmung des Pflegebedürftigen und nicht durch die Bedürfnisse und Notwendigkeiten der Pflege bestimmt wird. Zugrunde liegende ethische Prinzipien der Pflege haben innerhalb der palliativen Pflege einen besonderen Stellenwert. Dazu gehören vor allem die Wahrung der Würde und der Autonomie des Gepflegten über dessen Tod hinaus, die Akzeptanz des Sterbens als Teil des Lebens, die Integration eigener und familiärer Ressourcen und deren Einbindung in den Pflegeprozess sowie die Anwendung des Grundsatzes „so viel wie nötig, so wenig wie möglich“ (High Touch-Low Tech), der insbesondere die Überversorgung und die Einschränkung der Lebensqualität durch pflegerische und medizinische Maßnahmen verhindern soll. Prinzipiell wird im Palliative-Care-Ansatz versucht, das Leben weder künstlich zu verlängern noch zu verkürzen.
Die Pflege von Palliativpatienten muss nicht grundsätzlich durch spezialisiertes Personal erfolgen. Sie erfordert in erster Linie ein Umdenken in Hinblick auf erreichbare Pflegeziele sowie eine stärkere Berücksichtigung des Umfeldes und der persönlichen Wünsche des Patienten. Bei dieser Allgemeinen Palliativversorgung (AAPV) fallen daher in der Regel keine gesondert abrechenbaren Kosten an; sie kann sowohl im häuslichen Bereich als auch auf Normalstationen im Krankenhaus und im Pflegeheim umgesetzt werden.
In einigen Fällen kann auch eine Verlegung in eine Einrichtung wie ein stationäres Hospiz oder auf eine Palliativstation gewünscht oder notwendig werden.

Die Ausgestaltung der palliativen Pflege innerhalb der ethischen und gesetzlichen Rahmenbedingungen hängt unter anderem von der jeweiligen ambulanten oder stationären Pflegeeinrichtung und deren unternehmerischer Zielsetzung und/oder dem jeweiligen Pflegeleitbild der Einrichtung ab. Ein weiterer Faktor ist die jeweilige Zielgruppe der Pflege und die darauf anzuwendenden Pflegestandards, beispielsweise haben Kinderhospize eine kindgerechte Umgebung und eine daraufhin angepasste Pflegeorganisation, während gerontopsychiatrische Einrichtungen sich palliativpflegerisch insbesondere auf den Umgang mit dem teilweise sehr langen Verlauf einer dementiellen Erkrankung und sich anbahnender Multimorbidität einstellen. Wichtiger Bestandteil der konzipierten palliativen Pflege ist die multiprofessionelle Zusammenarbeit in einem Palliative-Care-Team, hierbei werden alle am Team Beteiligten als gleichrangig betrachtet, wobei klare Rollen- und Aufgabenverteilungen bestehen sollten. Regelmäßige Teamgespräche, Kommunikation und Supervision sind wesentliche Elemente eines Konzepts. Die fachliche Fort- und Weiterbildung der Pflegekräfte und aller anderen Mitglieder des Teams ist obligatorisch.

## Bedürfnisorientierung

### Körperliche Dimension
- Symptomerfassung: Um Schmerzen oder andere belastende Symptome lindern zu können, spielt das Symptom- beziehungsweise das Schmerzerfassungsmanagement im Rahmen der Pflegediagnostik eine wesentliche Rolle. Entsprechende Pflegeassessmentinstrumente dienen der Erfassung des quantitativen und qualitativen Ausmaßes individueller Schmerzwahrnehmung oder Beschwerden. Zu den häufigsten Beeinträchtigungen, die neben Schmerzen in der Pflegediagnostik auftreten, gehören Atemnot, Müdigkeit, Übelkeit, Obstipation, Veränderungen der Mundschleimhaut (wie zum Beispiel Mundtrockenheit, Stomatitis, Soor), Appetitlosigkeit und Körperbildveränderungen.[6]
- Symptomlinderung: Pflegende führen unterstützende Maßnahmen zur Linderung der Symptome durch, beispielsweise entlastende Lagerung oder situationsangepasste Mundpflege. Außerdem setzen sie ärztlich angeordnete medikamentöse Schmerz- und Symptomlinderung um und überwachen deren Wirkung sowie mögliche Nebenwirkungen. Darüber hinaus beraten beziehungsweise leiten sie den Palliativpatienten und dessen Angehörige hinsichtlich Ernährung, Mobilisation und anderer symptomlindernder Maßnahmen an und koordinieren entsprechende Therapien.
- Evaluation: Der Verlauf der Symptomatik und der Erfolg verschiedener Maßnahmen und Therapien wird in der Pflegedokumentation aufgezeichnet, kontrolliert und bewertet. Die jeweiligen Ergebnisse der Evaluation gehen in die Pflegeplanung ein und schließen damit den kybernetischen Regelkreis des Pflegeprozesses.[7]

### Psychische Dimension
Für den Palliativpatienten und seinen Angehörigen entsteht durch die Diagnose und das Fortschreiten einer unheilbaren Erkrankung eine Grenzsituation, in der Verlustängste, Wut, Trauer, Hoffnungslosigkeit und ähnliche Gefühle auftreten. Die Aufgabe der Pflegenden  ist es, den Betroffenen die Möglichkeit zu geben, diese Emotionen zu äußern und sich in dieser Situation ernst- und angenommen zu fühlen, die Copingstrategien des Einzelnen zu unterstützen und Gespräche anzubieten. Signalisieren die Betroffenen zusätzlichen Gesprächsbedarf oder benötigen psychologische Hilfe, organisiert die Pflegekraft Unterstützung durch andere Mitglieder des Palliative-Care-Teams oder entsprechend geschultes Personal.

### Spirituelle Dimension
In der persönlichen Auseinandersetzung mit dem Tod stellen sich für den Erkrankten Fragen nach der Sinnhaftigkeit des Lebens, der Lebensbilanz und der eigenen Spiritualität. Pflegende unterstützen den Betroffenen hierbei durch Gesprächsbereitschaft, ermutigen ihn, seine Spiritualität zu leben und lassen Raum für Abschieds- und Verlustsituationen, beispielsweise den Verlust eines Körperteils oder einer Körperfunktion. Sie organisieren bei Bedarf seelsorgerischen Beistand, z. B. im Rahmen der Krankenhausseelsorge, wobei auf die Beachtung der individuellen kulturellen und religiösen Werte im Rahmen einer kulturkongruenten Pflege Wert gelegt wird.
Für diese spirituelle Dimension wird in der Literatur zunehmend der Begriff „Spiritual Care“ verwendet. Die Würdetherapie ist eine psychotherapeutische Kurzintervention für Kranke im terminalen Stadium mit dem Ziel, spirituelle, existenzielle oder psychosoziale Belastungen zu vermindern und ihr Empfinden von Würde zu stärken.

### Soziale Dimension
Eine Integration in das soziale Netz, die Regelung von unerledigten Dingen und die Konfliktbewältigung sind wichtige soziale Gesichtspunkte in der Palliativpflege.
Dabei werden die dem Palliativpatienten nahestehenden Personen oft als Zugehörige bezeichnet. Damit wird verdeutlicht, dass nicht nur Familienangehörige, sondern auch Freunde, Kollegen und Nachbarn zum betroffenen Umfeld gehören können. Werden Zugehörige nicht in den Pflegeprozess integriert, wirkt sich das negativ auf Effektivität und Effizienz der Pflege aus.
Palliativpflege unterstützt den Pflegebedürftigen bei der Gestaltung des Alltags, strukturiert den Tagesablauf, schafft auf Wunsch Ruhe- und Rückzugsmöglichkeiten oder stellt Kontakt zu Bezugspersonen her. Zu den weiteren Aufgaben gehören gegebenenfalls die Vermittlung und Kompromissfindung zwischen unterschiedlichen Bedürfnissen des Pflegebedürftigen, der Pflegenden und der Bezugspersonen sowie die moderierende Begleitung von Konflikten mit Zugehörigen.

## Umsetzung
Der Leitfaden Best Care for the Dying ist aus dem Liverpool Care Pathway (LCP) entstanden. Er soll systematisches Vorgehen bei der Betreuung und Begleitung von schwerst- und unheilbar kranken Patienten in den letzten Tagen und Stunden ihres Lebens erleichtern. Besonders Einrichtungen, deren Hauptarbeitsfeld nicht die Palliativversorgung ist (zum Beispiel Krankenhausstationen, Altenheime, Pflegedienste) kann er helfen, den komplexen und anspruchsvollen Aufgaben, die die Betreuung in der Sterbephase mit sich bringt, gerecht zu werden.

## Weiterbildung

### Deutschland
Verschiedene Anbieter führen Palliative-Care-Kurse für Pflegende durch, zum Teil nach dem Curriculum Palliative Care von Martina Kern, Monika Müller und Klaus Aurnhammer, der erste Lehrplan zu diesem Thema in Deutschland (1996).
Nach der Rahmenvereinbarung nach § 39a Abs. 1 Satz 4 SGB V zur Sicherung der Qualität der stationären Hospizversorgung müssen in diesem Bereich eine Mindestanzahl Pflegefachpersonen eingesetzt werden, die eine solche Weiterbildung in einem Umfang von mindestens 160 Unterrichtsstunden absolviert haben. Diese Weiterbildung muss ebenso in anderen Einrichtungen der Palliative Care für einen Teil der Pflegefachpersonen nachgewiesen werden, zum Beispiel in der Spezialisierten ambulanten Palliativversorgung.
Voraussetzung dafür ist in der Regel eine abgeschlossene Ausbildung in der Gesundheits- und (Kinder-)Krankenpflege; mindestens zwei Jahre Berufserfahrung sind empfohlen.
Palliative-Care-Weiterbildungen werden unter anderen von der Deutschen Gesellschaft für Palliativmedizin (DGP) oder auf Landesebene von der Alpha NRW oder dem TÜV Süd begutachtet und anerkannt, wenn bestimmte Standards eingehalten werden.

### Grundlagen
- Martina Kern: Palliativpflege: Richtlinien und Pflegestandards. Pallia Med Verlag, 2000, ISBN 3-933154-42-1
- Susanne Kränzle, Ulrike Schmid, Christa Seeger: Palliative Care: Handbuch für Pflege und Begleitung. Springer, 5. aktualisierte & erweiterte Aufl., Berlin 2014, ISBN 978-3-642-41607-1 (Print); ISBN 978-3-642-41608-8 (E-Book)
- Jean Lugton, Margaret Kindlen: Palliative Care: The Nursing Role. Elsevier Health Sciences, 1999, ISBN 0-443-05513-0
- Marianne Matzo, Deborah Witt Sherman: Palliative Care Nursing: Quality Care to the End of Life. Springer Publishing Company, 2006, ISBN 0-8261-5794-7
- Susanne Nagele, Angelika Feichtner: Lehrbuch der Palliativpflege. Facultas, 2005, ISBN 3-85076-685-3
- Thomas Sitte: Die Pflegetipps – Palliative Care. Deutscher Palliativ Verlag, 14. Auflage 2014, ISBN 978-3-944530-04-8
- Johann-Christoph Student, Annedore Napiwotzky: Palliative Care: wahrnehmen – verstehen – schützen. Pflegepraxis. Thieme, Stuttgart 2007, ISBN 978-3-13-142941-4

### Zielgruppenbezogene Palliativpflege
- Janet Dunphy: Kommunikation mit Sterbenden. Swantje Kubillus (Hrsg.), Bern 2014, Verlag Hans Huber, ISBN 978-3-456-85357-4
- Eckhard Frick (Hrsg.): Traugott Roser (Hrsg.): Spiritualität und Medizin. Gemeinsame Sorge für den kranken Menschen. (= Münchener Reihe Palliative Care. Palliativmedizin – Palliativpflege – Hospizarbeit, Band 4), Stuttgart 2009, ISBN 978-3-17-020574-1
- Erich Grond, Palliativpflege in der Gerontopsychiatrie: Leitfaden für Pflegende in der Altenhilfe. Kohlhammer 2003, ISBN 3-17-017479-7
- Stephan Kostrzewa: Palliative Pflege von Menschen mit Demenz. Bern 2007, ISBN 978-3-456-84459-6
- Corinna Warnken: Palliativpflege in der stationären Altenpflege: Organisationsentwicklung, Qualitätsmanagement und Sterbebegleitung. Schlütersche, 2007, ISBN 978-3-89993-178-5